# リーマン和
リーマン和（リーマンわ、英語: Riemann sum）とは、
実数区間 {\displaystyle I=[a,b]} 上で、数列 {\displaystyle a=x_{0}<x_{1}<x_{2}<\dots <x_{n}=b} と
その間の代表点 {\displaystyle \xi _{k}(x_{k-1}\leq \xi _{k}\leq x_{k},k=1,2,3,\dots ,n)} があり、
数列のすべての有限差分 {\displaystyle \Delta x_{k}:=x_{k}-x_{k-1}} が
{\displaystyle \lim _{n\to \infty }\Delta x_{k}=0} を満たし、
区間 {\displaystyle I=[a,b]} 上で定義された実数値連続函数 {\displaystyle f} について、
{\displaystyle n\to \infty } での極限が、
数列の種類によらずにひとつの有限確定値に収束するとき、
リーマン積分
{\displaystyle \int _{a}^{b}f(x)dx=\lim _{n\to \infty }\sum _{k=1}^{n}f(\xi _{k})\Delta x_{k}}
が成り立つ。
このときの
{\displaystyle \sum _{k=1}^{n}f(\xi _{k})\Delta x_{k}}
がリーマン和である。
ニュートンとライプニッツがそれぞれ別々に、微分と積分の逆演算性を発見した。
最初にリーマン和を左リーマン和 {\displaystyle \sum _{k=1}^{n}f(x_{k-1})\Delta x_{k}} と右リーマン和 {\displaystyle \sum _{k=1}^{n}f(x_{k})\Delta x_{k}}の形で導入したのはオイラーであるが、
それは「積分の定義」としてではなく「積分の近似式」としてであった。
以後、ラクロワ、ポアソンを経て、コーシーが、積分の定義とし採用する。
コーシーよりも前の積分は、微分の定義に依存したニュートン・ライプニッツ以来の逆微分であり、微分と独立に定義されたものではなかった

。
"Euler は積分を微分の逆演算として定義しているが，Cauchy は定積分をまず定義した後， {\displaystyle {\frac {d}{dx}}\int _{a}^{x}f(s)ds=f(x)} を定理として導いた．こうした発想の逆転も Cauchy に負う．"
これによって、微分の存在とは無関係に積分が定義できるようになった。

左リーマン和
右リーマン和
中点則

## リーマン和の具体例

### 被積分函数が単項式のとき
例えば、{\displaystyle [1,2]} で {\displaystyle f(x)=x^{2}} のとき

#### 等差数列
等差数列 {\displaystyle x_{k}=1+{\frac {k}{n}}\;(k=0,1,2,\dots ,n)} をとると、
左リーマン和と右リーマン和は、それぞれ、
{\displaystyle \sum _{k=1}^{n}x_{k-1}^{2}\Delta x_{k}=\sum _{k=1}^{n}\left(1+{\frac {k-1}{n}}\right)^{2}{\frac {1}{n}}={\frac {7}{3}}-{\frac {3}{2n}}+{\frac {1}{6n^{2}}}}
{\displaystyle \sum _{k=1}^{n}x_{k}^{2}\Delta x_{k}=\sum _{k=1}^{n}\left(1+{\frac {k}{n}}\right)^{2}{\frac {1}{n}}={\frac {7}{3}}+{\frac {3}{2n}}+{\frac {1}{6n^{2}}}}
となる。

#### 等比数列
等比数列 {\displaystyle x_{k}=2^{\frac {k}{n}}\;(k=0,1,2,\dots ,n)} をとると、
左リーマン和と右リーマン和は、それぞれ、
{\displaystyle \sum _{k=1}^{n}x_{k-1}^{2}\Delta x_{k}=\sum _{k=1}^{n}\left(2^{\frac {k-1}{n}}\right)^{2}\,(2^{\frac {k}{n}}-2^{\frac {k-1}{n}})={\frac {7}{2^{\frac {2}{n}}+2^{\frac {1}{n}}+1}}}
{\displaystyle \sum _{k=1}^{n}x_{k}^{2}\Delta x_{k}=\sum _{k=1}^{n}\left(2^{\frac {k}{n}}\right)^{2}\,(2^{\frac {k}{n}}-2^{\frac {k-1}{n}})={\frac {7}{2^{-{\frac {2}{n}}}+2^{-{\frac {1}{n}}}+1}}}
となる。
{\displaystyle f(x)=x^{2}} は{\displaystyle [1,2]} で単調増加函数なので、等差数列か等比数列かに拘わらず、左リーマン和と右リーマン和の間で
{\displaystyle \sum _{k=1}^{n}x_{k-1}^{2}\Delta x_{k}\leq \sum _{k=1}^{n}\xi _{k}^{2}\Delta x_{k}\leq \sum _{k=1}^{n}x_{k}^{2}\Delta x_{k}}
の関係が成り立つ。
連続函数の左リーマン和と右リーマン和は、{\displaystyle n\to \infty } の極限で収束するので、
{\displaystyle \int _{1}^{2}x^{2}dx=\lim _{n\to \infty }\sum _{k=1}^{n}\xi _{k}^{2}\Delta x_{k}={\frac {7}{3}}}
が得られる。

### 積分の結果が対数となるとき
{\displaystyle [1,2]} で {\displaystyle f(x)={\frac {1}{x}}} のとき
等比数列 {\displaystyle x_{k}=2^{\frac {k}{n}}\;(k=0,1,2,\dots ,n)} をとると、
左リーマン和と右リーマン和は、それぞれ、
{\displaystyle \sum _{k=1}^{n}{\frac {1}{x_{k-1}}}\Delta x_{k}=\sum _{k=1}^{n}{\frac {1}{2^{\frac {k-1}{n}}}}\,(2^{\frac {k}{n}}-2^{\frac {k-1}{n}})=n\left(2^{\frac {1}{n}}-1\right)}
{\displaystyle \sum _{k=1}^{n}{\frac {1}{x_{k}}}\Delta x_{k}=\sum _{k=1}^{n}{\frac {1}{2^{\frac {k}{n}}}}\,(2^{\frac {k}{n}}-2^{\frac {k-1}{n}})=n\left(1-2^{-{\frac {1}{n}}}\right)}
となる。
{\displaystyle f(x)={\frac {1}{x}}} は{\displaystyle [1,2]} で単調減少函数なので、左リーマン和と右リーマン和の間で
{\displaystyle \sum _{k=1}^{n}{\frac {1}{x_{k-1}}}\Delta x_{k}\geq \sum _{k=1}^{n}{\frac {1}{\xi _{k}}}\Delta x_{k}\geq \sum _{k=1}^{n}{\frac {1}{x_{k}}}\Delta x_{k}}
の関係が成り立つ。
連続函数の左リーマン和と右リーマン和は、{\displaystyle n\to \infty } の極限で収束するので、
{\displaystyle \int _{1}^{2}{\frac {1}{x}}dx=\lim _{n\to \infty }n\left(2^{\frac {1}{n}}-1\right)=\lim _{n\to \infty }n\left(1-2^{-{\frac {1}{n}}}\right)}
が得られる。